# Frederick Wilson Popenoe
Frederick Wilson Popenoe ( * 1892 - 1975 ) fue un botánico, agrónomo, docente estadounidense, que desarrolló gran parte de sus actividades científicas en Honduras. Desde 1913 había explorado, por cuenta del USDA, la flora de Centroamérica, y la United Fruit (hoy "Chiquita Brands") lo contrata en 1925 como agrónomo general. Y fundó la "Estación Experimental Valle de Lancetilla", con un Jardín botánico.
En 1941 funda la Escuela Agrícola Panamericana, en el valle del Río Yegüare, Francisco Morazán, Honduras, más conocida como "El Zamorano". Generalmente se historia de que el fundador fue Samuel Zemurray director de la "United Fruit Company" , pero el realizador fue Popenoe.

## Algunas publicaciones
- 1934.

### Libros
- 1968.

- La abreviatura «Popenoe» se emplea para indicar a Frederick Wilson Popenoe como autoridad en la descripción y clasificación científica de los vegetales.[1]